# Miedziane (Tatry)

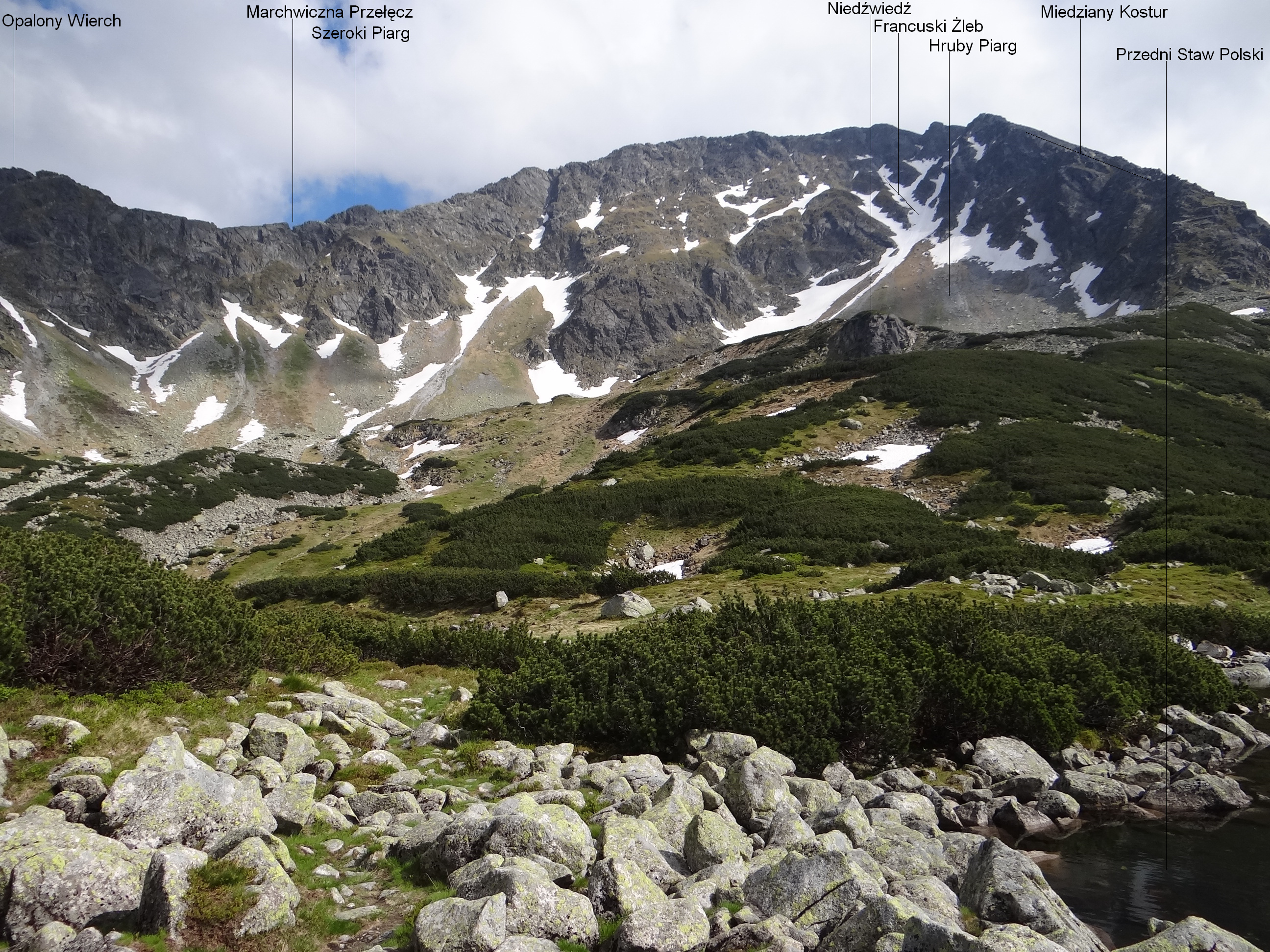
Miedziane od strony Doliny Pięciu Stawów Polskich

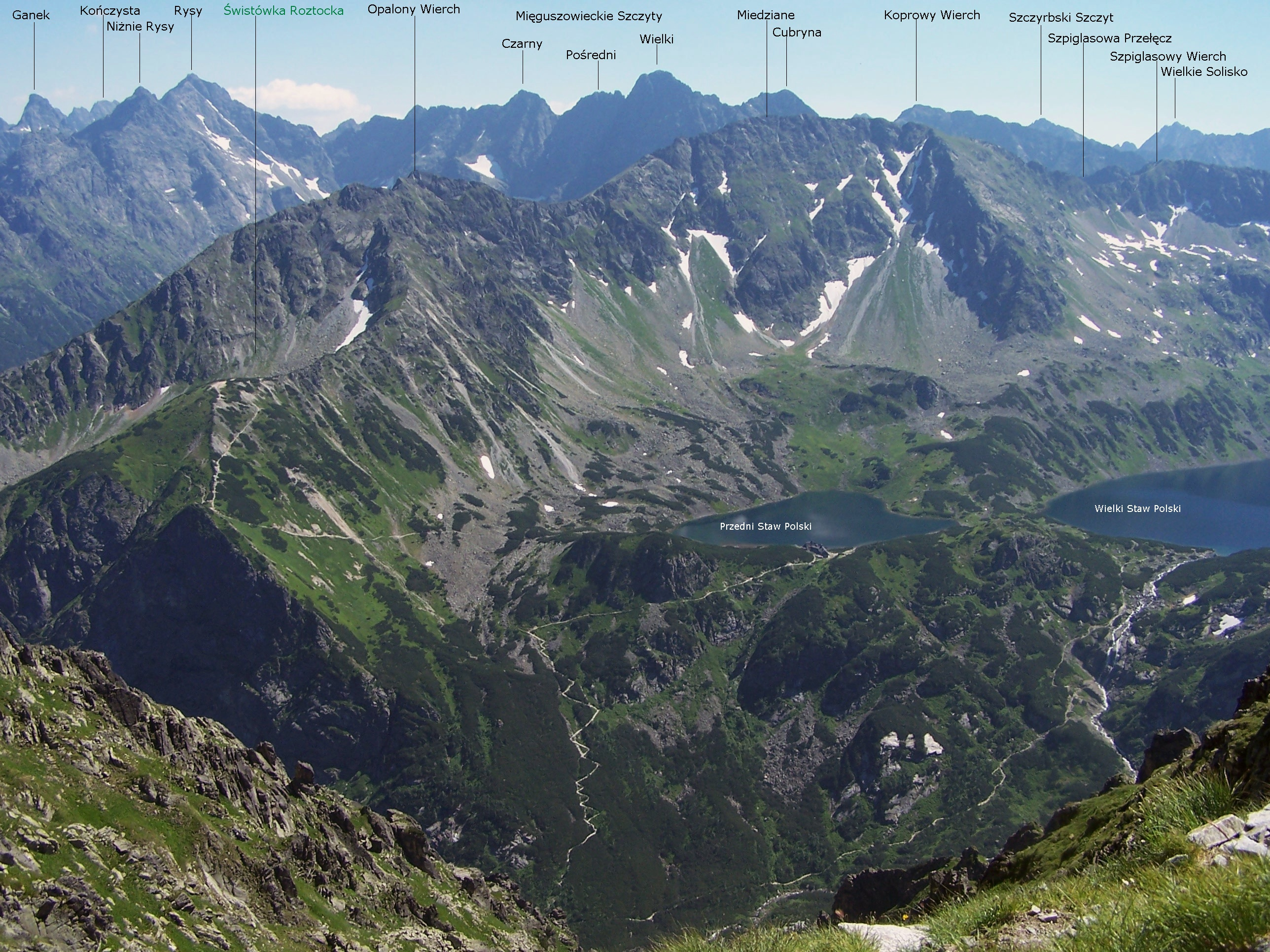
Widok z Krzyżnego

Miedziane (niem. Kupferberg, słow. Medené, węg. Réz-hegy) – masywny szczyt w długiej północno-wschodniej grani Szpiglasowego Wierchu w polskich Tatrach Wysokich. Wznosi się na wysokość 2237 m pomiędzy Doliną Pięciu Stawów Polskich i Doliną Rybiego Potoku.

## Topografia
Mająca długość ok. 1400 m grań Miedzianego przebiega od Szpiglasowej Przełęczy (2108 m) nieco krętą linią w kierunku północno-wschodnim do Marchwicznej Przełęczy (2055 m). Jest bardzo wyrównana, brak w niej większych wcięć, siodełek i przełączek. Występuje w niej tylko kilka zworników dla kilku wypukłych formacji skalnych opadających z obydwu jego stoków. Największe z tych formacji opadających do Doliny Rybiego Potoku to (w kolejności z południa na północ):
- Filar z Orłem opadający z najwyższego punktu grani (2237 m),
- Miedziany Bastion opadający ze zwornika znajdującego się kilkadziesiąt metrów na północny wschód od najwyższego punktu grani,
- Kieszonkowe Turnie opadające ze zwornika położonego jeszcze ok. 200 m dalej.
- grzęda oddzielająca Szeroki Żleb od Marchwicznego Żlebu[5].

Do Doliny Pięciu Stawów Polskich opadają dwa wybitniejsze żebra:
- Miedziany Kostur zakończony u dołu bulą zwaną Niedźwiedziem. Jak na wyrównaną grań Miedzianego jego punkt zwornikowy (2227 m) jest wybitny[5], gdyż przewyższa znajdujące się za nim siodełko o 7 m[2]. W jego ścianie nad Hrubym Piargiem znajdują się jaskinie: Dziura w Miedzianym Kosturze I i Dziura w Miedzianym Kosturze II[6].
- nienazwane żebro będące żebrem tylko w dolnej części, wyżej zanika wśród skał i traw[5]

Żebra te dzielą północno-zachodnie stoki Miedzianego na trzy części. Pomiędzy nimi znajduje się Hruby Piarg będący największym stożkiem piargowym w Dolinie Pięciu Stawów Polskich.
Obydwa stoki grani Miedzianego są skalisto-trawiaste, dołem porośnięte kosodrzewiną. Te opadające do Doliny Rybiego Potoku (a dokładniej do Dolinki za Mnichem, Nadspadów, Mnichowej Płaśni i Kotła Morskiego Oka) są zbudowane z litej skały, te opadające do Doliny Pięciu Stawów Polskich są w większości bardzo kruche.
Podawana w literaturze wysokość 2233 m dotyczy punktu geodezyjnego na niższym wierzchołku, w odległości ponad 150 m na południowy zachód od głównej kulminacji Miedzianego.

## Historia
Nazwa szczytu związana jest z pracami górniczymi (wydobycie miedzi) prowadzonymi na jego zboczach w XVIII wieku. Stoki Miedzianego były jednym z najwyżej położonych miejsc wypasu owiec w Tatrach. Ze szczytu roztacza się szeroki widok. W XIX wieku wystawiano w Warszawie Panoramę Tatr namalowaną z jego wierzchołka.
Ten położony na zachód od Morskiego Oka szczyt dawniej był udostępniony turystom. Latem na Miedziane od dawna chodzili górnicy i pasterze, i to oni jako pierwsi zdobyli jego szczyty, grań, a zapewne także wszystkie łatwiejsze formacje skalne na jego stokach. Pierwsze odnotowane wejście: Franciszek Herbich w 1832 r., zimą Henryk Bednarski i L. Michalski 17 kwietnia 1911 r.

## Przyroda
Miedziane znajduje się od 1956 na obszarze ochrony ścisłej. Na jego stokach botanicy znaleźli stanowiska kilku rzadkich w Polsce gatunków roślin, którymi są: wełnianeczka alpejska, skalnica odgiętolistna, ukwap karpacki, przymiotno węgierskie, turzyca Lachenala i rozrzutka alpejska. Obecnie taternicy bywają tutaj rzadko, turyści w zasadzie wcale, jednak bynajmniej nie sprzyja to obfitości zwierzyny. Według spostrzeżeń znawcy Tatr Władysława Cywińskiego „wszelkiego zwierza” więcej jest w pobliżu schronisk i rejonach licznie odwiedzanych przez turystów, niż w takich obszarach ochrony ścisłej, jak np. Miedziane.